# Armamenti chimici della Siria
La Siria ba'athista sviluppò un programma clandestino di armamenti chimici sin dagli anni '80, come risposta alle tensioni regionali derivanti dal conflitto con Israele, con la Turchia e dall'instabilità del Libano. Va rilevato, però, che un altro dei motivi che hanno determinato lo sviluppo di armamenti chimici da parte di Damasco è la protesta scoppiata nel 1982 contro il regime Baathista al potere. Amnesty International, infatti, nel 1983 denunciò l'uso di gas cianuro nella repressione delle manifestazioni nella città di Hama nel 1982. La Siria non ha mai ratificato la Convenzione sulle armi chimiche del 1993.

## Storia
Secondo report di intelligence, il programma chimico siriano prende avvio addirittura nel 1971 con la creazione del Center D'Etudes et de Recherches Scientifiques (CERS), primo centro chimico situato a Damasco. L'arsenale vero e proprio, però, viene sviluppato negli anni '80 grazie al sostegno sovietico e iraniano. A conferma di ciò, agli inizi degli anni '90, le autorità russe arrestarono il Tenente Generale in pensione Anatoly Kuntsevich, con l'accusa di aver esportato verso Damasco 900 chilogrammi di precursori chimici. Kuntsevich, più tardi, ammise la sua colpevolezza nella vicenda. Dal 1997, quindi, l'intelligence occidentale ritiene che la Siria abbia impianti chimici nelle città di Damasco, Aleppo e Homs, tutti sotto il controllo del CERS. In questi impianti, Damasco conserverebbe arsenali di agenti chimici composti da sarin (gas nervino), gas mostarda (si veda a proposito l'iprite) e il VX (altro agente nervino). Per quanto concerne i missili, invece, la Siria sarebbe in possesso di vettori classe Scud e SS-21 capaci di trasportare armamenti chimici.

## Il ruolo dell'Iran
Un ruolo importante nello sviluppo dell'arsenale chimico della Siria lo avrebbe giocato l'Iran. Un cable del 2006 proveniente dal Dipartimento di Stato americano, diffuso da Wikileaks, cita un incontro tra una organizzazione australiana impegnata nella lotta alla proliferazione di armi di distruzione di massa e agenti del governo tedesco. Nell'incontro, sarebbero state mostrate le prove del coinvolgimento di Teheran nella vicenda, in particolar modo della Defense Industries Organization - D.I.O. iraniana. In particolare, l'Iran avrebbe fornito ad Assad le tecniche e gli equipaggiamenti per produrre annualmente tonnellate di VX, sarin e gas mostarda. Tra il 2005 e il 2006, quindi, diversi esponenti della D.I.O. si sarebbero recati in Siria per formare i tecnici locali.

## Le ammissioni del regime ba'athista
Dopo lo scoppio delle dimostrazioni di piazza in Siria, Bashar al-Assad si trova sempre di più in difficoltà. Per questo, per la prima volta e in seguito a pressioni internazionali, membri del regime hanno apertamente parlato di uso delle armi chimiche dinnanzi ad un attacco proveniente dall'esterno.